# ترملة
ترملة أو ترملس أو تيرمولي (بالإيطالية: Termoli)‏ هي بلدة وبلدية في مقاطعة كامبوباسو في إقليم موليزي الإيطالي.
ذكرها الادريسي: "ومن لاشنة إلى قنب مارين اثنا عشر ميلا ومن قنب مارين إلى ترملة عشرون ميلا ويروى ترملس ومن لازنة إلى ترملس إبلاية بتدوير ومن ترملة إلى مصب نهر بشكار تسعة وخمسون ميلا جنوبا وكذلك من وادي بشكار إلى وادي طرنت ويروى ترنت ستة وثلاثون ميلا ووادي طرنت نهر كبير وعليه على بعد من البحر مدينة ترنت."

## المناخ
يظهر الجدول التالي التغييرات المناخية على مدار السنة لترملة:
| البيانات المناخية لـتيرمولي       | البيانات المناخية لـتيرمولي | البيانات المناخية لـتيرمولي | البيانات المناخية لـتيرمولي | البيانات المناخية لـتيرمولي | البيانات المناخية لـتيرمولي | البيانات المناخية لـتيرمولي | البيانات المناخية لـتيرمولي | البيانات المناخية لـتيرمولي | البيانات المناخية لـتيرمولي | البيانات المناخية لـتيرمولي | البيانات المناخية لـتيرمولي | البيانات المناخية لـتيرمولي | البيانات المناخية لـتيرمولي |
| الشهر                             | يناير                       | فبراير                      | مارس                        | أبريل                       | مايو                        | يونيو                       | يوليو                       | أغسطس                       | سبتمبر                      | أكتوبر                      | نوفمبر                      | ديسمبر                      | المعدل السنوي               |
| --------------------------------- | --------------------------- | --------------------------- | --------------------------- | --------------------------- | --------------------------- | --------------------------- | --------------------------- | --------------------------- | --------------------------- | --------------------------- | --------------------------- | --------------------------- | --------------------------- |
| الدرجة القصوى °م (°ف)             | 24.4 (75.9)                 | 24.4 (75.9)                 | 31.8 (89.2)                 | 29.8 (85.6)                 | 34.8 (94.6)                 | 41.6 (106.9)                | 41.6 (106.9)                | 40.8 (105.4)                | 39.0 (102.2)                | 33.0 (91.4)                 | 27.6 (81.7)                 | 24.2 (75.6)                 | 41.6 (106.9)                |
| متوسط درجة الحرارة الكبرى °م (°ف) | 12.2 (54.0)                 | 12.8 (55.0)                 | 15.4 (59.7)                 | 18.9 (66.0)                 | 22.6 (72.7)                 | 27.4 (81.3)                 | 30.2 (86.4)                 | 30.1 (86.2)                 | 26.4 (79.5)                 | 21.3 (70.3)                 | 17.4 (63.3)                 | 13.3 (55.9)                 | 20.7 (69.3)                 |
| المتوسط اليومي °م (°ف)            | 9.9 (49.8)                  | 10.4 (50.7)                 | 12.7 (54.9)                 | 16.0 (60.8)                 | 19.7 (67.5)                 | 24.3 (75.7)                 | 27.2 (81.0)                 | 27.2 (81.0)                 | 23.5 (74.3)                 | 18.8 (65.8)                 | 14.9 (58.8)                 | 11.0 (51.8)                 | 18.1 (64.6)                 |
| متوسط درجة الحرارة الصغرى °م (°ف) | 7.7 (45.9)                  | 8.0 (46.4)                  | 10.1 (50.2)                 | 13.1 (55.6)                 | 16.8 (62.2)                 | 21.2 (70.2)                 | 24.1 (75.4)                 | 24.2 (75.6)                 | 20.5 (68.9)                 | 16.3 (61.3)                 | 12.5 (54.5)                 | 8.8 (47.8)                  | 15.3 (59.5)                 |
| أدنى درجة حرارة °م (°ف)           | −5.8 (21.6)                 | −3.4 (25.9)                 | −4.0 (24.8)                 | 0.0 (32.0)                  | 5.0 (41.0)                  | 10.0 (50.0)                 | 12.6 (54.7)                 | 13.0 (55.4)                 | 10.4 (50.7)                 | 5.4 (41.7)                  | −0.4 (31.3)                 | −2.8 (27.0)                 | −5.8 (21.6)                 |
| الهطول مم (إنش)                   | 36 (1.4)                    | 21 (0.8)                    | 32 (1.3)                    | 26 (1.0)                    | 19 (0.7)                    | 21 (0.8)                    | 14 (0.6)                    | 9 (0.4)                     | 47 (1.9)                    | 57 (2.2)                    | 50 (2.0)                    | 31 (1.2)                    | 369 (14.5)                  |
| المصدر:                           |                             |                             |                             |                             |                             |                             |                             |                             |                             |                             |                             |                             |                             |

## السكان
في سنة 1861 بلغ عدد السكان 2٬533 نسمة، وتطور العدد ليصل في سنة 2018 لـ 33٬583 نسمة.
يظهر هذا المخطط البياني تطور النمو السكاني لـ تيرمولي

## توأمة
لتيرمولي اتفاقيات توأمة مع:
- خوجوف